# فرودگاه بین‌المللی فرانسیسکو بنگویی
فرودگاه بین‌المللی فرانسیسکو بنگویی (به انگلیسی: Francisco Bangoy International Airport) (به زبان بومی: Paliparang Pandaigdig ng Francisco Bangoy) یک فرودگاه همگانی مسافربری با کد یاتا DVO است که یک باند فرود آسفالت بتن دارد و طول باند آن ۳۰۰۰ متر است. این فرودگاه در شهر داوائو سیتی کشور فیلیپین قرار دارد و در ارتفاع ۱۸ متری از سطح دریا واقع شده‌است.

## شرکت‌های هواپیمایی و مقصدهای پروازی
| شرکت‌های هواپیمایی                      | مقصدهای پروازی |
| -------------------------------------- | --- |
| ایرآسیا                                | کوالالامپور (آغاز از ۲۱ دسامبر ۲۰۱۷) |
| سبو پسیفیک                             | باکولود-سیلای، مکتان-کبو، ایلوئیلو، نینوی آکوئینو، چانگی سنگاپور، زامبونگا                                                                   |
| سبو پسیفیک اجرا توسط Cebgo             | لاگویندینگان، سیبولان، دنیل ز. روموالدز |
| فیلیپین ایرلاینز                       | مکتان-کبو، کلارک، نینوی آکوئینو |
| فیلیپین ایرلاینز اجرا توسط PAL Express | لاگویندینگان (آغاز از ۱ نوامبر ۲۰۱۷), مکتان-کبو، نینوی آکوئینو، تاگبیلاران (آغاز از ۱ نوامبر ۲۰۱۷), زامبونگا (برقراری مجدد از ۱ نوامبر ۲۰۱۷) |
| ایراژیا فیلیپینز                       | مکتان-کبو، کلارک، کالیبو، نینوی آکوئینو، پورتو پرینسسا                                                                                       |
| سیلک‌ایر                                | چانگی سنگاپور |
| اسکای‌جت                                | چارتر: کتارمان نشنل، تاگیگارائو |